# Wilhelmshorst
Wilhelmshorst  este o localitate ce aparține de comuna Michendorf, districtul Potsdam, landul Brandenburg, Germania. Ea a apărut pe hartă în anul 1907 ca Villenkolonie aproape de Potsdam pe linia de cale ferată Berlin-Dessau, fiind un loc cu păduri, preferat de persoanele bogate, funcționari sau ofițeri.
Wilhelmshorst, are în prezent ca. 3.500 loc. (2003), ea a fost integrată cu toată împotrivirea locuitorilor, comunei Michendorf.

## Personalități marcante
- Anja Kling